# Банановое пиво
Банановое пиво — алкогольный напиток, приготовленный методом брожения из бананового пюре. В качестве источника диких дрожжей добавляют сорго, просо или кукурузную муку.

## Этимология
В Кении банановое пиво известно как урвага, в Демократической Республике Конго — как касикси, в Уганде — как мубиси, в Руанде и Бурунди — под названием урвагва.

## Применение
Банановое пиво иногда употребляется во время ритуалов и церемоний. Аналогичный продукт под названием мвенге производится в Уганде из бананов и сорго. Также можно встретить под названиями касикси, нокрарс, rwabitoke, урведенсия, урваруми и милинда каки.

## Производство

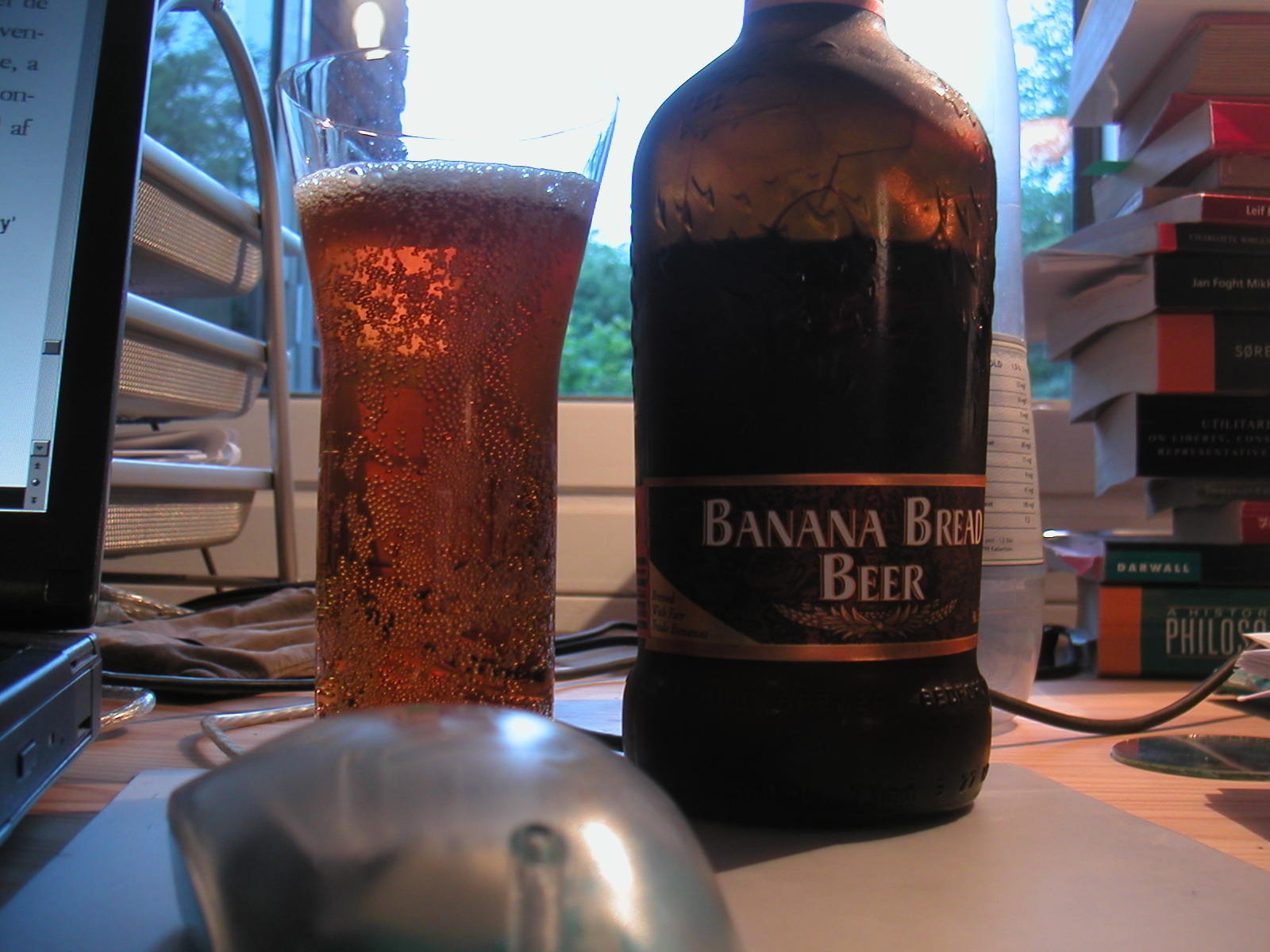
Банановое пиво

Банановое пиво производится из спелых (но не перезрелых) восточно-африканских бананов Хайленд. Для того, чтобы ускорить созревание бананов, углубление, вырытое в земле, выстилают высушенными листьями банана, которые затем поджигают. Поверх них укладывают свежие листья банана, а затем незрелые бананы. Затем их покрывают более свежими листьями банана и псевдостеблями. Бананы становятся достаточно созревшими по прошествии четырёх-шести дней. Этот метод работает только в сухой сезон. Во время сезона дождей бананы дозревают, поместив их на плетень возле варочного огня.
Для бананового пива используются два типа бананов: игикаши с резким вкусом и игисахира с более мягким. Смесь для бананового пива состоит из одной трети игикаши и двух третей игисахира. После того, как бананы созреют, их очищают. Если бананы не могут быть очищены вручную, это значит, что они недостаточно спелые. После очистки, бананы замешивают до мягкого состояния. Сок фильтруют, чтобы получить чистый банановый сок, который затем разбавляют водой. Сорго измельчают, слегка обжаривают и затем добавляют к соку. Эту смесь оставляют бродить в течение 24 часов, а затем фильтруют.
После фильтрации пиво упаковывают в стеклянные или пластиковые бутылки. При промышленном производстве пиво могут подвергнуть пастеризации перед упаковкой, чтобы остановить брожение и продлить срок хранения.

## Торговые марки
Примеры торговых марок:
- Mongozo Banana Beer
- Raha
- Agashya